# ژائو هونگ (بازیکن والیبال)
ژائو هونگ (انگلیسی: Zhao Hong؛ زادهٔ ۴ نوامبر ۱۹۶۶) ورزشکار والیبال اهل چین است.
وی در مسابقات کشوری و بین‌المللی در مجموع برندهٔ ۱ مدال برنز شده‌است.